# Flagrum

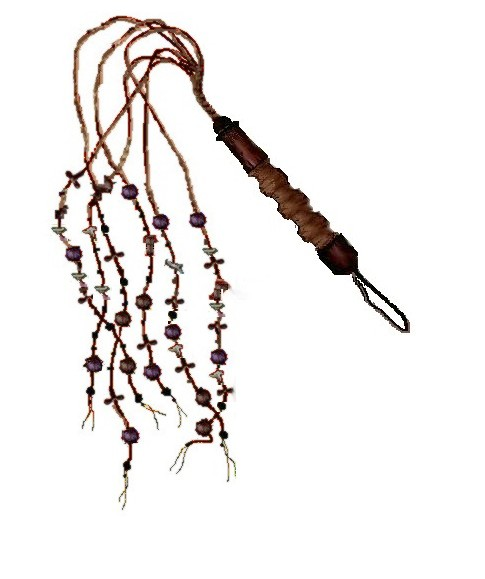
Flagrum.

Un flagrum (pluriel flagra, issu de l’indo-européen commun *bhlag, « frapper ») est un petit fouet romain principalement utilisé comme châtiment corporel dans le système judiciaire de la Rome antique.

## Description

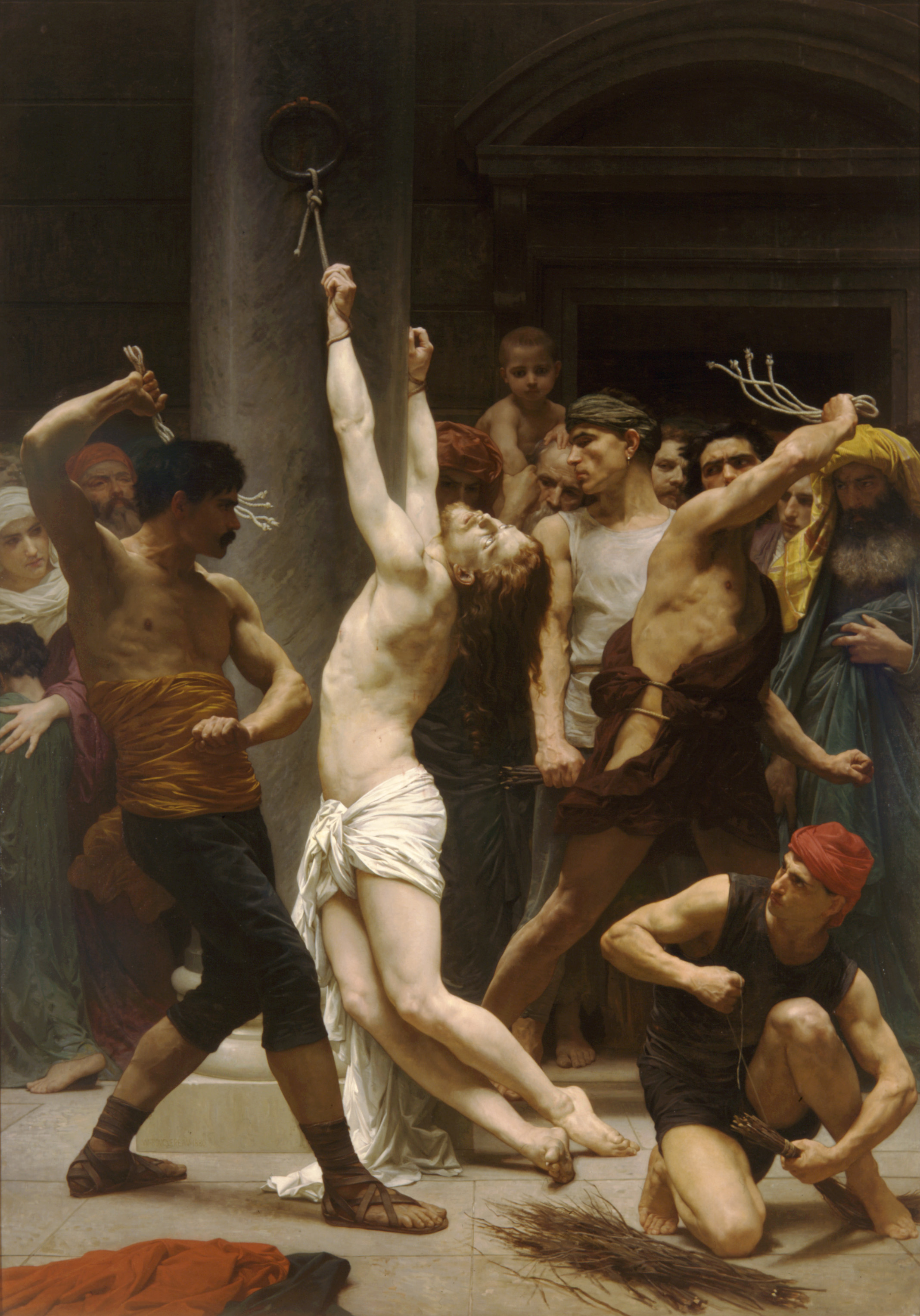
La Flagellation de notre seigneur Jésus-Christ (1880), de William Bouguereau.

Le flagrum est une sorte de fléau à manche court portant généralement des chaînes métalliques, des cordes ou des lanières en cuir épaisses et larges (généralement 2, parfois 3), munies à quelque distance de leur extrémité de plombs (les plumbatae) ou d’osselets de mouton (les tali). les lanières sont de longueurs différentes afin que les plombs sur chacune ne s'entrechoquent pas, ce qui réduirait l'efficacité du fouet. Les plombs peuvent prendre des formes variées : balles, haltères, barbes de métal. Les osselets peuvent être taillés en pointe. Ce fouet armé donne ainsi des coups pesants plutôt qu'il ne cingle.

## Histoire

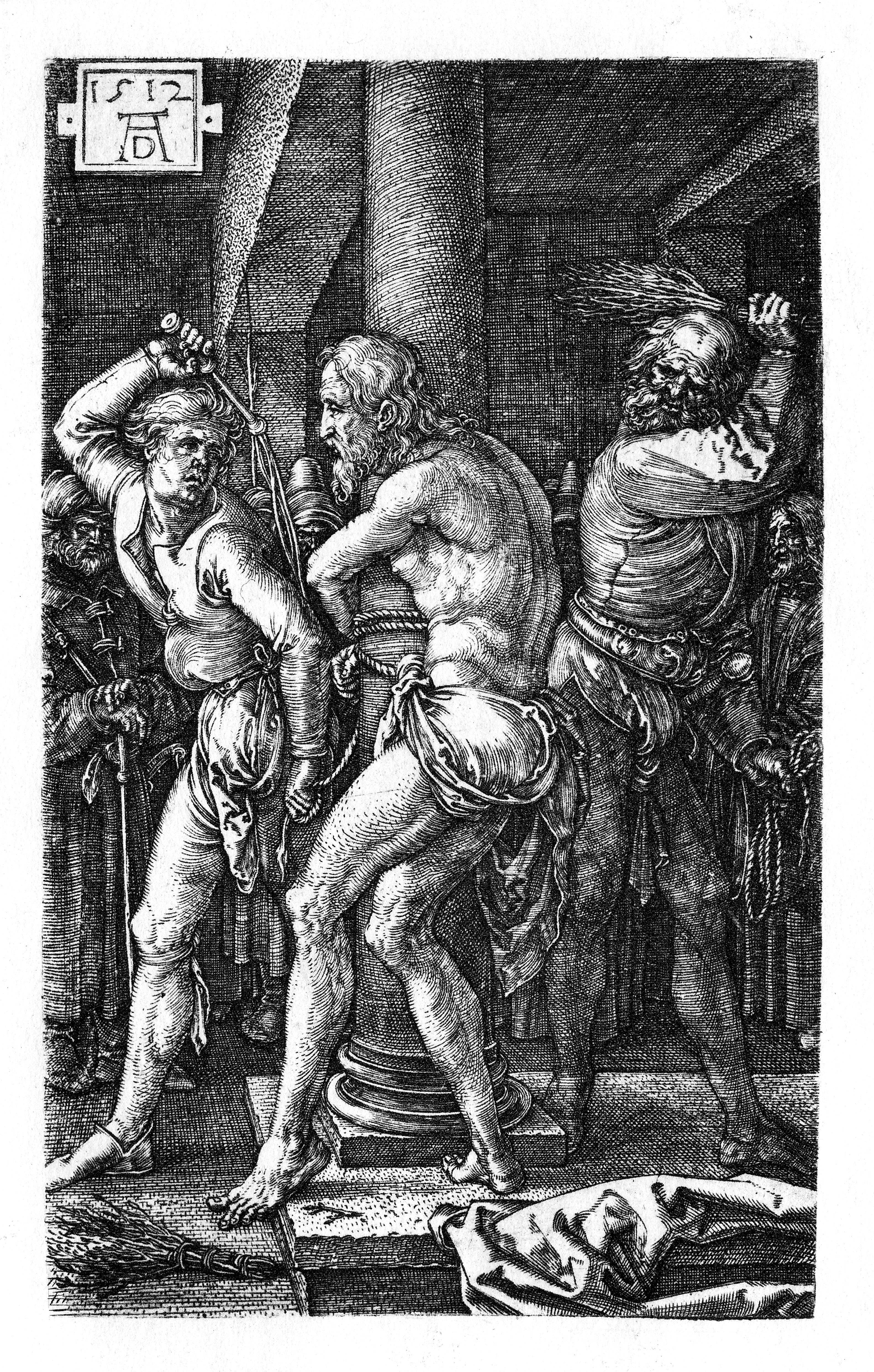
La gravure d'Albrecht Dürer (1512) sur la flagellation du Christ montre la fustigation par les verges et la flagellation par le flagrum.

Dans la Rome antique, cet instrument traditionnel de châtiment corporel était souvent utilisé lors de la flagellation et comme supplice préliminaire à la mise à mort (généralement le crucifiement) appliquée aux non-citoyens, les citoyens romains étant généralement exempts d'une telle peine infamante comme châtiment et aux conséquences souvent irréversibles (corps mutilé, voire mort). Selon la coutume romaine, l'utilisation dudit flagrum correspondait à la qualité sociale du condamné. Ainsi les soldats — punis pour des entraves ou des entorses aux règlements militaires — étaient fustigés au bâton (et à coups comptés) et les affranchis pouvaient se voir administrer des coups de verges.
La flagellation pouvait être infligée par des bourreaux entraînés dans le gymnasium flagri pour donner des coups de fouet à des endroits précis du corps.
Selon les traductions des évangiles, Jésus subit une fustigation avec des verges (Mt 27,26, Mc 15,15, Lc 23,16) ou une flagellation avec le flagellum ou le flagrum (Jn 19,1). 
La forme et la disposition (plus de 100 coups ayant la forme d'haltère, disposés en éventail essentiellement sur la face postérieure) des traces de lacérations sur le suaire de Turin suggèrent une flagellation à poste fixe (supplicié attaché à un support vertical ou à tout autre point situé en hauteur, les mains au-dessus de la tête) avec un flagrum.